# ظاهرة الفجر
ظاهرة الفجر، والتي تسمى أحيانًا تأثير الفجر، هي زيادة في الصباح الباكر (عادة ما بين الساعة 2 صباحًا و 8 صباحًا) في نسبة السكر في الدم (الجلوكوز) والتي تحدث إلى حد ما لدى جميع البشر، ولكنها أكثر صلةً بالأشخاص المصابين بالسكري.  وهو يختلف عن تأثير سوموغي في ظاهرة الفجر هذه ولا يرتبط بنقص سكر الدم الليلي. يُعتقد أنه يحدث بسبب الارتفاع الزمني في الكورتيزول في الدم والإيبينيفرين والنورادرينالين المرتبط بالانتقال من النوم إلى اليقظة.
ظاهرة الفجر هي استجابة فسيولوجية طبيعية ولا تتطلب تعديل الدواء في معظم مرضى السكري. في معظم الحالات، ليست هناك حاجة لتغيير جرعة الإنسولين للمرضى الذين يواجهون ظاهرة الفجر.